# Brand New Heavies

## Storia del gruppo
The Brand New Heavies sono un gruppo acid jazz e funk formato nel 1985 a Ealing, un sobborgo di Londra, in Inghilterra. Incentrato intorno agli autori/multi-strumentisti Simon Bartholomew e Andrew Levy, membri del gruppo fin dalla sua fondazione, Brand New Heavies sono conosciuti soprattutto per una serie di singoli di successo realizzati nei primi anni novanta, con N'Dea Davenport come voce principale.
Inizialmente Brothers International, hanno scelto il loro nome definitivo dopo aver firmato il loro primo contratto discografico, ispirandosi alla copertina di un singolo di James Brown, che recitava: "Minister of New Super Heavy Funk".
Nel 1992, all'inizio del notevole interesse suscitato dall'avvento dell'acid jazz, il gruppo pubblica l'album Heavy Rhyme Experience, Vol. 1. Nel 1994, i Brand New Heavies si affermano a livello internazionale con i singoli Midnight at the Oasis e Dream on Dreamer.
Nell'aprile 2006 hanno collaborato nuovamente con N'Dea Davenport con la loro etichetta Delicious Vinyl. L'album Get Used to It, registrato a New York e a Londra, è stato pubblicato il 27 giugno 2006. Il singolo Jump 'n' Move è entrato a far parte della colonna sonora del film d'animazione al computer Happy Feet ed è stato utilizzato per la colonna sonora del videogame NBA Live 2005.
Nel 2013 è stato pubblicato l'album  Forward . Al microfono si alternano N'Dea Davenport e la nuova arrivata britannica Dawn Joseph. Come negli album precedenti, il batterista Jan Kincaid viene utilizzato anche come cantante. L'album è stato pubblicato in CD e in edizione digitale con una registrazione del concerto del 2008 all'IndigO₂ di Londra. In seguito sono stati pubblicati Sweet Freaks (2014) e TBNH (2019).
N'Dea Davenport, voce solista e tra i principali artefici del successo del gruppo (presente con qualche intervallo dal 1991 sino al 2019) ha fatto parte anche di altri progetti, con artisti e produttori tra i più noti del genere acid jazz.

## Album

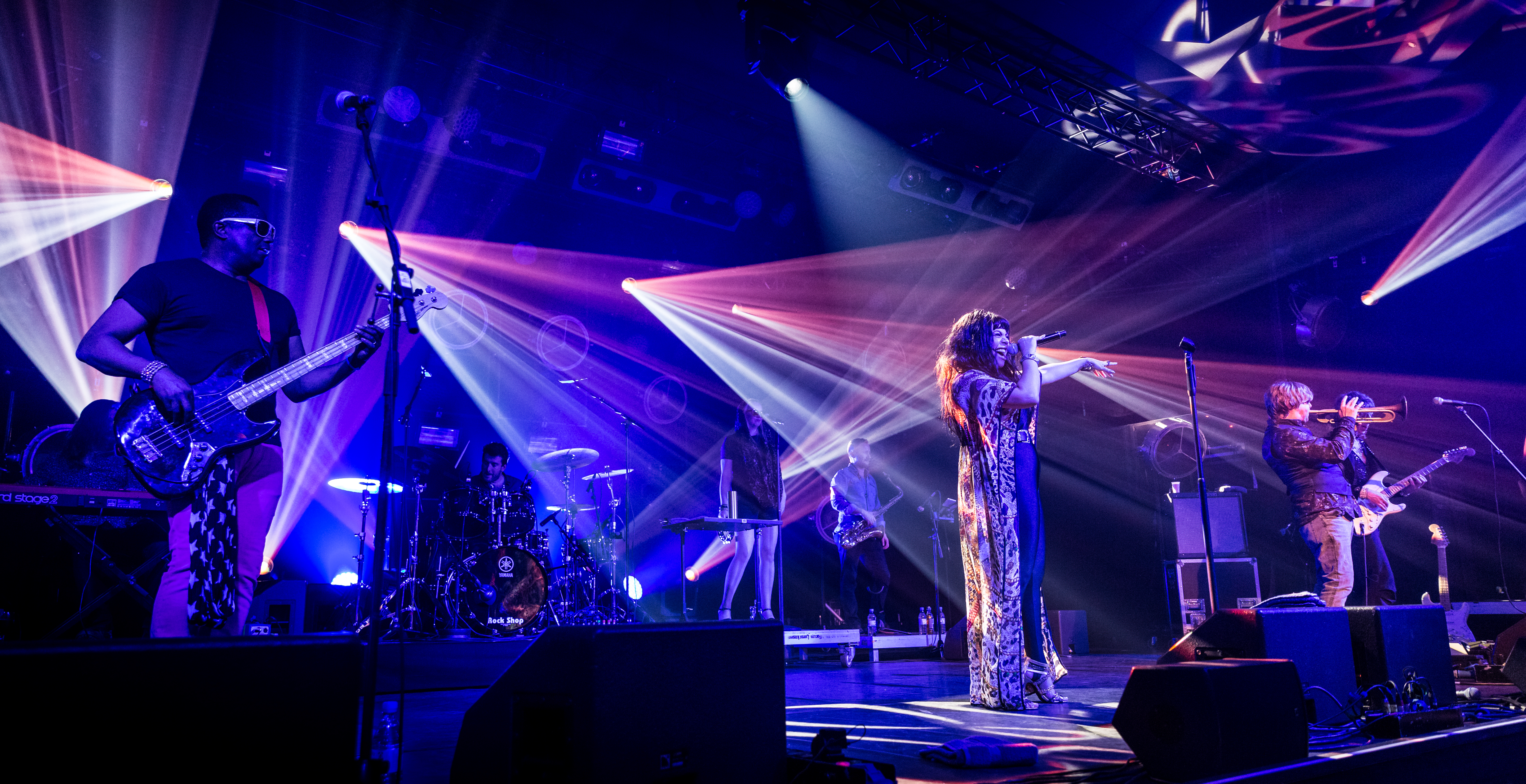
The Brand New Heavies - Leverkusener Jazztage 2016

### Album in studio
- 1990 - The Brand New Heavies
- 1991 - The Brand New Heavies (voce di N'Dea Davenport)
- 1992 - Heavy Rhyme Experience, Vol. 1 (voci di gruppi hip hop e rapper)
- 1994 - Brother Sister (voce di N'Dea Davenport)
- 1997 - Shelter (voce di Siedah Garrett)
- 2003 - We Won't Stop (Pubblicato solo in Giappone; voci di varie vocalist)
- 2004 - All about the funk (voce di Nicole Russo)
- 2006 - Get Used to It (voce di N'Dea Davenport)
- 2011 - Dunk Your Trunk
- 2013 - Forward (voce di N'Dea Davenport)
- 2014 - Sweet Freaks (voce di Dawn Joseph)
- 2019 - TBNH

## Formazione
Formazione attuale
- Angela Ricci – voce solista (dal 2018)
- Simon Bartholomew – voce, chitarra, produttore (dal 1985)
- Andrew Levy – basso, keyboards, produttore (dal 1985)
- Matt Steele – keyboards, piano, synth programming (dal 2013)
- Luke Harris – batteria (dal 2016)
- Hannah McGuigan – cori (dal 2014)
- Lily Gonzalez – cori (dal 2016)
- Bryan Corbett – trumba (dal 2015)
- Richard Beesley – sassofono (dal 2015)

Ex componenti

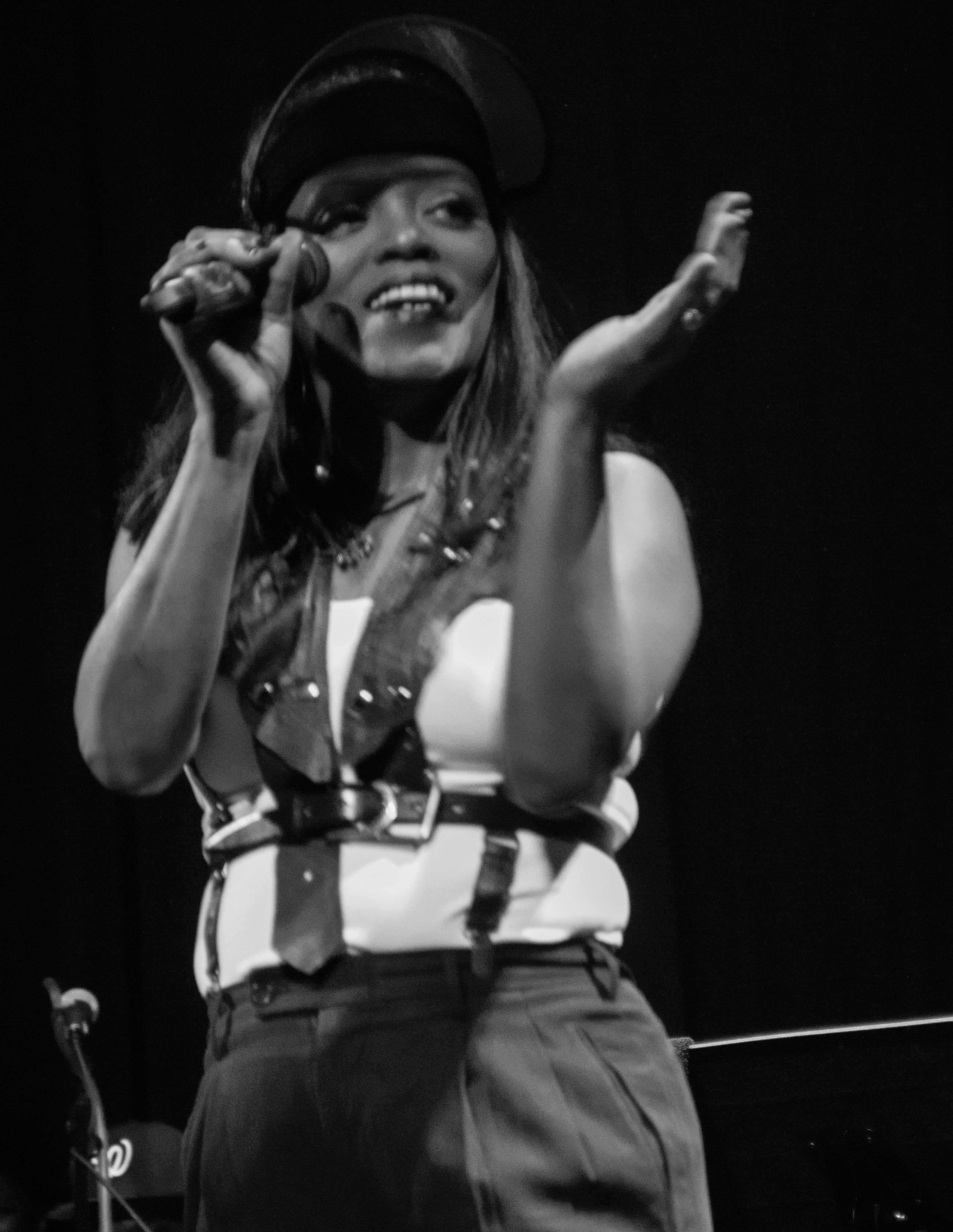
N'Dea Davenport è stata la voce solista, con qualche intervallo, dal 1991 al 2019

- Jan Kincaid – voce, batteria(1985–2015)
- Lascelles Gordon – percussione, keyboards (1985–1992)
- Ceri Evans – keyboards (1985–1992)
- Jay Ella Ruth – voce solista (1990)
- Rob Cremona – keyboards (1990–1991)
- Jim Wellman – sassofono (1990–1991)
- N'Dea Davenport – voce solista, tambourine (1990–1995, 2005–2013, 2016, 2019)
- Mike Smith – sassofono (1994–1996)
- Dennis Rolli – trombone (1994–1996)
- John Thirkell – tromba, flicornol (1994–1997)
- Siedah Garrett – voce principale (1997–1998, 2019)
- Carleen Anderson – voce principale (1999–2000)
- Sy Smith – voce principale (2003)
- Nicole Russo – voce principale (2003–2004)
- Dawn Joseph – voce principale (2013–2015)
- Sulene Fleming – voce (2016–2018)
- Ivana Kotov – cori (2012–2016)

## Nomination
1994
- MTV Video Music Award - Best R&B Video: "Dream on Dreamer"[7]

1995
- Brit Awards - British Dance Act: "The Brand New Heavies"[8]

2020
- Pop Awards - Lifetime Achievement Award: "The Brand New Heavies"[9]